# 白獅勳章

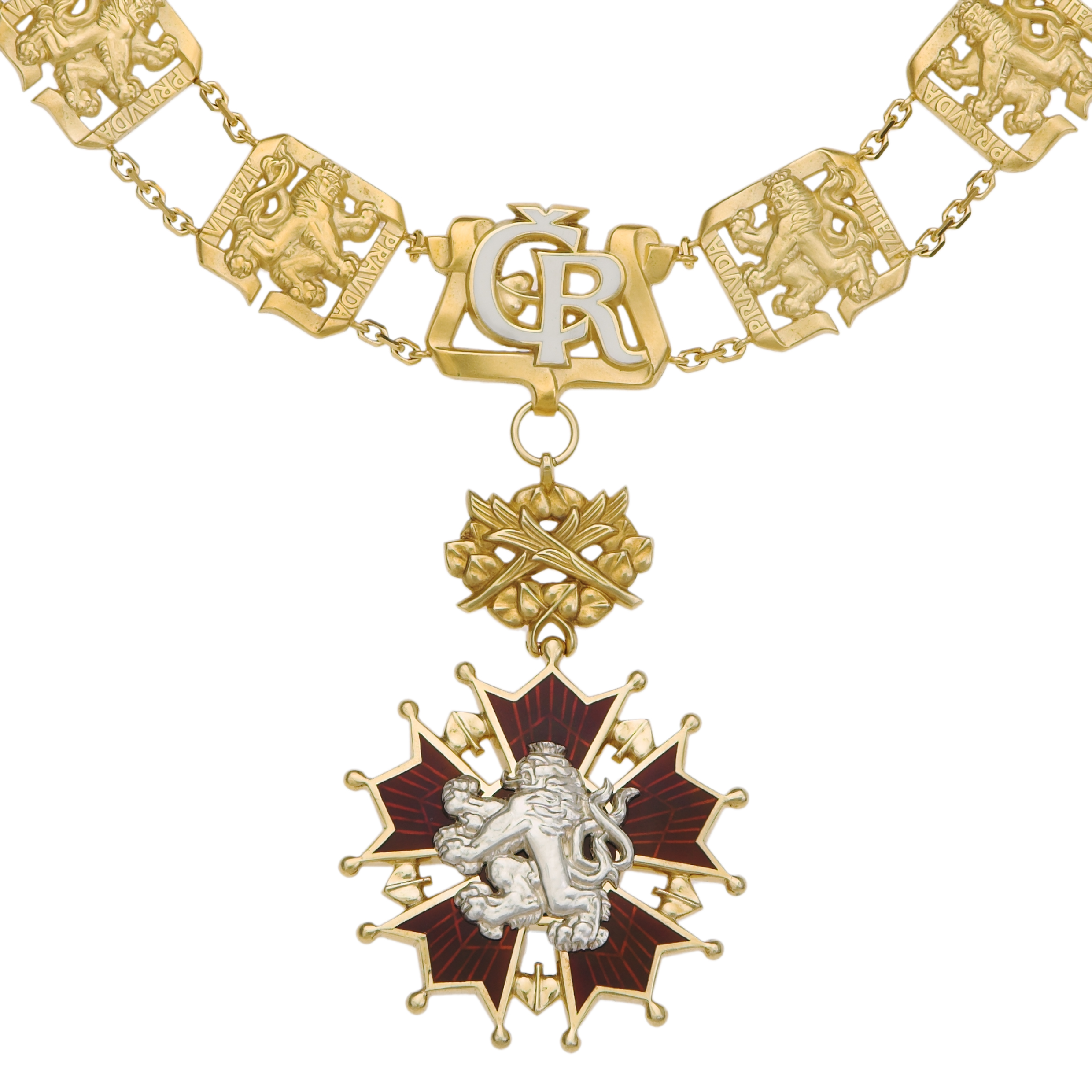
白獅大鏈章——現為捷克總統專屬勳銜

白獅勳章（捷克語：Řád Bílého lva），是捷克共和國地位最高的勳章。它延續了捷克斯洛伐克在1922年創設的同名勳章，在當時，這個勳章只對外國人頒發（在1920年代及1930年代，捷克斯洛伐克沒有頒發給本國公民的勳章。）這個勳章倣效了神聖羅馬帝國時代，由弗朗茨二世在1814年創立，頒發給波希米亞貴族的波希米亞貴族十字勳章，曾經有37名貴族獲得此勳章。

## 歷史
1922年，捷克斯洛伐克創立這個勳章，用來頒發給外國人。共分為五個階級，其中又有公民，以及軍人兩個大類。
在第二次世界大戰結束後，白獅勳章被用來頒給協助捷克斯洛伐克從納粹德國佔領下恢復獨立的有功外國人士。
在1944年之後，捷克共和國重新設立了這個勳章。